# サンニコフ海峡
サンニコフ海峡（サンニコフかいきょう、露: Пролив Санникова、サハ語:Санников силбэһиитэ）は、ロシアにある海峡である。約50kmの幅があり、いずれもノヴォシビルスク諸島に属する北側のアンジュー諸島と南側のリャーホフスキー諸島を隔て、いずれも北極海に属する西側のラプテフ海と東側の東シベリア海を結ぶ。海峡の名前はこの海域を探検したロシア人ヤコフ・サンニコフにちなんでいる。
東経140度線が海峡を通る。